# 山田孝明
山田 孝明（やまだ たかあき 1953年 - ）は、日本の引きこもりを支援する活動家。

## 概要
名古屋市出身。
市民の会エスポワール代表。予備校講師であった1989年に不登校の少年と出会って以降、日本全国で引きこもりを支援する活動を行ってきた。
大学入学資格検定の予備校で働いていたのだが、そこには引きこもりの若者が多かった。1994年に居場所を与えようと思い「ライフアート」という組織を設立。マニュアルなどは無く、手探りで行ってきた。居場所は無償で提供してきたため、この費用はアルバイトをして稼いでいた。
2019年には、これまでに見てきた引きこもりの現場を報告する書籍を出版する。社会では発達障害という言葉が蔓延して、子供を学校から排除してきたことが原因であるとする。2014年度の小中学校の不登校の人数は12万人以上で23年前の倍となっているとする。行政の行っている支援は、子供や若者の視点が欠落していると批判して、もう手遅れであるとしている。学校や会社に居場所を見つけられない人は必ずいて、そんな人にもっと光を当てなければならないと思い執筆した。当事者の声や手記も盛り込む。
約35年間京都を拠点に活動をしてきたが、2021年5月に高知市に移る。
高齢化した引きこもり本人や親が社会から孤立して、貧困に苦しみいつめられた状態の家族のことを限界家族と呼ぶ。2021年に高知市でこのような限界家族を24時間支援することを目的とする「限界家族支援センター」を立ち上げる。